# Dariusz Stalmach
Dariusz Stalmach (Tarnowskie Góry, 8 de diciembre de 2005) es un futbolista polaco. Juega de centrocampista y su equipo es el 1. F. C. Magdeburgo.

## Trayectoria
Stalmach debutó profesionalmente el 21 de noviembre de 2021 por el Górnik Zabrze ante el Legia de Varsovia por la Ekstraklasa.
El 1 de septiembre de 2022 entró a las inferiores del A. C. Milan. Ese mes fue nombrado en la lista de la promesas del fútbol del periódico británico The Guardian.

## Selección nacional
Es internacional juvenil con la selección sub-18 de Polonia.

## Clubes
| Club                | País     | Año       |
| ------------------- | -------- | --------- |
| Górnik Zabrze       | Polonia  | 2021-2022 |
| Milan Futuro        | Italia   | 2024-2025 |
| 1. F. C. Magdeburgo | Alemania | 2025-     |